# جيمس كاليب جاكسون
جيمس كاليب جاكسون (بالإنجليزية: James Caleb Jackson)‏ هو اخصائي تغذية ومخترِع أمريكي، ولد في 28 مارس 1811 في مقاطعة أونونداغا في الولايات المتحدة، وتوفي في 11 يوليو 1895 في دانسفيل ليفينغستون مقاطعة في الولايات المتحدة.